# Сай, Зехра
Зехра Сай (имя при рождении Фатьма Зехра Бильгин; 18 февраля 1906 — 16 декабря 1990) — турецкая художница, а также первая турчанка, вышедшая замуж в соответствии с принятым в 1926 году светским семейным кодексом, а не религиозными предписаниями, как это было ранее. За свои взгляды о женском равноправии стала одним из символов эпохи Ататюрка. Как художница, известна своими изображениями природы, цветов и фруктов. Мать художницы Эмель Сай и бабушка пианиста Фазыла Сая.

## Биография
Родилась в 1906 году в Стамбуле. В 1925 году окончила педагогический лицей в Измире. 18 февраля 1926 года вышла замуж за математика Фуата Сая. Этот брак стал первым, произведённым по правилам принятого незадолго до этого семейного кодекса, а не в соответствии с религиозными предписаниями, как это было ранее. У них было двое детей, Эмель и Аркан.
После замужества продолжила обучение в Академии изящных искусств, которую окончила в 1929 году. После этого в течение 36 лет преподавала изобразительное искусство. В 1960—1970-х годах преподавала в США.
Первая выставка Сай состоялась довольно поздно, в 1982 году в Стамбуле, за ними последовали другие выставки. Всего у Сай было 10 личных выставок и много совместных.
В связи с болезнью Альцгеймера Сай не смогла закончить полотно «Остров Мауи», и попросила дорисовать его свою дочь Эмель Сай. Она на тот момент ещё не стала художницей, но закончила картину. Впоследствии, на выставке, где она демонстрировалась, на неё обратил внимание скульптор Гюрдал Дуяр, который положительно оценил работу Эмель, это случай мог стать одной из причин, побудивших Эмель стать художницей.
Умерла 16 декабря 1990 года.

## Брак
18 февраля 1926 года, когда Зехре Сай, было 20 лет, и она работала учительницей, она вышла замуж за педагога Фуата Сая. За день до этого, 17 февраля 1926 года, в Турции был принят светский Семейный кодекс. Поскольку языковая реформа была проведена лишь в 1928 году, их свидетельство о браке было написано на османском языке. Брак, который заключили Зехра и Фуат Саи стал первым, проведённым, в соответствии со светским семейным кодексом, а не религиозными предписаниями, как это было ранее.
Официальная новость об этом бракосочетании была написана лично министром юстиции Махмутом Эсатом Бозкуртом.